# Herpeperas barnesi
Herpeperas barnesi är en fjärilsart som beskrevs av Elliot C.G. Pinhey 1968. Herpeperas barnesi ingår i släktet Herpeperas och familjen nattflyn. Inga underarter finns listade i Catalogue of Life.